# Bennaria guttata
Bennaria guttata är en insektsart som först beskrevs av Walker 1870.  Bennaria guttata ingår i släktet Bennaria och familjen kilstritar. Inga underarter finns listade i Catalogue of Life.